# Strażnica WOP Zawóz
Strażnica WOP Zawóz – podstawowy pododdział graniczny Wojsk Ochrony Pogranicza.

## Formowanie i zmiany organizacyjne
Strażnica została sformowana w 1945 w strukturze 36 komendy odcinka jako 164 strażnica WOP (Zawóz) o stanie 56 żołnierzy. Kierownictwo strażnicy stanowili: komendant strażnicy, zastępca komendanta do spraw polityczno-wychowawczych i zastępca do spraw zwiadu. Strażnica składała się z dwóch drużyn strzeleckich, drużyny fizylierów, drużyny łączności i gospodarczej. Etat przewidywał także instruktora do tresury psów służbowych oraz instruktora sanitarnego.
164 strażnica w 1948 przeszła na odcinek do m. Łobozew, a następnie po przesunięciu granicy w 1952 przeszła do m. Bandrów. 
Od 15 marca 1954 wprowadzono nową numerację strażnic. Strażnica III kategorii otrzymała numer 163

## Działania bojowe
16 stycznia 1946 grupa rozpoznawcza 164 strażnicy wracając z rozpoznania wsi Wujsko została okrążona przez pododdział UPA. Grupa wydostała się z okrążenia, ale poległ dowódca grupy plut. Maurycy Czepiel.